# 한남대로
한남대로(漢南大路)는 서울특별시 용산구의 도로이다. 전 구간이 한남동 관내에 있으며, 서울특별시도 제41호선으로 지정되어 있다. 이전 도로명인 한남로로 불리기도 한다.

## 역사
- 1966년 11월 26일 : ‘삼각지(용산구 한강로1가 23)~한남동~약수동로타리(성동구 신당동 374-12)’ 구간을 한남로(漢南路)로 지정[1]
- 1984년 11월 7일 : 삼각지~북한남삼거리 구간을 이태원로로 분리하고, 북한남삼거리~한남대교 남단 구간을 편입
- 2009년 7월 10일 도로명을 한남로에서 한남대로로 변경

## 통과 구간
- 용산구

(강남대로 ←)한남대교 북단(올림픽대로, 서빙고로) - 한남오거리(독서당로) - 한남제1고가차도 남단(삼일대로) - 북한남삼거리(이태원로) - 남산관광고가차도(소월로) - 장충단로 입구(다산로, 장충단로)